# Leptaulax arayai
Leptaulax arayai es una especie de coleóptero de la familia Passalidae.

## Distribución geográfica
Habita en Borneo.